# Univerza v Rostocku
Univerza v Rostocku (nemško Universität Rostock) je  univerza v Rostocku (Nemčija), ki je bila ustanovljena leta 1419.
Je najstarejša in največja univerza v celinski severni Evropi in področju Baltika ter tudi tretja najstarejša univerza v Nemčiji po času nenehnega delovanja.

## Članice
- Fakulteta za agronomijo in zemeljske vede (Agrar- und Umweltwissenschaftliche Fakultät; ustanovljena 1998)
- Fakulteta za informatiko in elektrotehniko (Fakultät für Informatik und Elektrotechnik; ustanovljena 1984)
- Pravna fakulteta (Juristische Fakultät; ustanovljena 1419)
- Fakulteta za strojništvo in ladjedelništvo (Fakultät für Maschinenbau und Schiffstechnik)
- Fakulteta za matematiko in naravoslovje (Mathematisch-Naturwissenschaftlichen Fakultät)
- Medicinska fakulteta (Medizinische Fakultät; ustanovljena 1419)
- Filozofska fakulteta (Philosophische Fakultät; ustanovljena 1419)
- Teološka fakulteta (Theologische Fakultät; ustanovljena 1433)
- Fakulteta za ekonomijo in družbene vede (Wirtschafts- und Sozialwissenschaftliche Fakultät)
- Interdisciplinarna fakulteta (Interdisziplinären Fakultät; ustanovljena 2010)

## Partnerske univerze
- Karlova univerza v Pragi (Češka)
- Univerza v Zagrebu (Hrvaška)